# Danh sách thành phố Djibouti

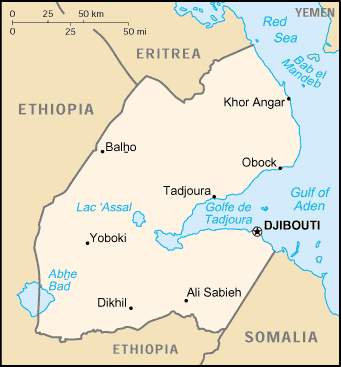
Bản đồ Djibouti

Đây là sanh sách các địa phương ở Djibouti xếp theo dân số, bao gồm tất cả đơn vị hành chính có số dân trên 1.000 người.
| 1   | Djibouti City | جيبوتي   | 623.891 | Thành phố Djibouti |
| 2   | Ali Sabieh    | على صبيح | 40.074  | Vùng Ali Sabieh    |
| 3   | Tadjourah     | تاجورة   | 22.193  | Vùng Tadjourah     |
| 4   | Obock         | أوبوك    | 17.776  | Vùng Obock         |
| 5.  | Dikhil        | دخيل     | 12.043  | Vùng Dikhil        |
| 6.  | Arta          | ارتا     | 6.025   | Vùng Arta          |
| 7.  | Holhol        |          | 3.519   | Vùng Ali Sabieh    |
| 8.  | Dorra         |          | 1.873   | Vùng Tadjourah     |
| 9.  | Galafi        |          | 1.849   | Vùng Dikhil        |
| 10. | Loyada        |          | 1.646   | Vùng Arta          |
| 11. | Alaili Dadda  |          | 1.456   | Vùng Obock         |

## Thành phố khác
- Balho
- Khor Angar
- Yoboki